# Bobby Johnstone
Pour les articles homonymes, voir Johnstone.
Bobby Johnstone, né le 7 septembre 1929 et mort le 22 août 2001 à Selkirk (Écosse), est un  footballeur écossais, qui évoluait au poste d'attaquant à Manchester City et en équipe d'Écosse.
Johnstone a marqué dix buts lors de ses dix-sept sélections avec l'équipe d'Écosse entre 1951 et 1956. Il fait partie du Scottish Football Hall of Fame, depuis 2010, lors de la septième session d'intronisation.

## Biographie
Avec Gordon Smith, Lawrie Reilly, Eddie Turnbull et Willie Ormond, il constitue la fameuse ligne d'attaque d'Hibernian, connue sous le nom de Famous Five et remporte trois titres de champion d'Écosse.

## Carrière
- 1946-1955 : Hibernian
- 1955-1959 : Manchester City
- 1959-1961 : Hibernian
- 1961-1965 : Oldham Athletic  [1]

## Palmarès
En équipe nationale
- 17 sélections et 10 buts avec l'équipe d'Écosse entre 1951 et 1956.
- Participe au premier tour de la coupe du monde 1954.

Avec Hibernian
- Vainqueur du Championnat d'Écosse de football en 1951 et 1952.
- Finaliste de la Coupe de la Ligue écossaise de football en 1949.

Avec Manchester City
- Vainqueur de la Coupe d'Angleterre de football en 1956.
- Finaliste de la Coupe d'Angleterre de football en 1955.